# Loxobireta
Loxobireta is een geslacht van vlinders van de familie tandvlinders (Notodontidae).

## Soorten
- L. albifusa Wileman, 1910
- L. obliqua Hampson, 1897